# 木沢左馬允
木沢 左馬允（きざわ さまのじょう）は、戦国時代の武将。

## 概要
左馬允は兄の木沢長政や木沢中務大輔と共に畠山総州家の畠山義堯に仕えていた。長政が義堯と対立し足利義晴や細川晴元に接近して大和国や河内国などで守護並みの権力を獲得すると、兄に従い行動した。権勢を誇った長政は幕府や晴元の意思と異なる行動を度々していたため、長政を排除しようと天文11年（1542年）3月17日に太平寺の戦いが勃発した。しかし、主君・畠山在氏や左馬允、父・浮泛、兄・中務大輔といった長政以外の木沢一族は長政に加担せず飯盛山城に籠っており、左馬允の子供は大坂寺に預けられていた。長政の敗死後は在氏が幕府に左馬允の赦免を願い出ていたが、翌12年（1543年）に長政の利権を確保しようとした畠山稙長・遊佐長教らに攻められて飯盛山城は落城した。これにより左馬允は牢人となり、翌13年（1544年）には美濃国の斎藤利政の軍勢に加わって稲葉山城に攻め込んだ土岐頼純・朝倉宗滴・織田信秀を返り討ちにしている。天文16年（1547年）閏6月には再び畿内へと戻っており、中務大輔と共に細川晴元に対抗する細川氏綱に臣従しているがそれ以降の動向は不明。